# Ринодермы (род)
Риноде́рмы (лат. Rhinoderma) — род бесхвостых земноводных (Anura) из одноимённого семейства  (Rhinodermatidae), обитающих в Южной Америке на территории южных районов Чили и прилегающих районов Аргентины.

## Классификация
На апрель 2019 года в род включают 2 вида:
- Rhinoderma darwinii Duméril & Bibron, 1841 — Ринодерма Дарвина
- Rhinoderma rufum Philippi, 1902 — Приморская ринодерма[1]